# Christelijke Vredesconferentie
De Christelijke Vredesconferentie (ook bekend als Praagse vredesconferentie) was een internationale oecumenische niet-gouvernementele organisatie met een socialistisch engagement voor vrede en gerechtigheid, opgericht in 1958 en erkend door de Economische en Sociale Raad van de Verenigde Naties. De organisatie bestond uit kerkgenootschappen uit het Oostblok en kerkelijke gemeenten en individuele christenen uit andere landen, maar was omstreden vanwege de geringe afstand tot de communistisch georiënteerde Wereldvredesraad en de Tsjecho-slowaakse overheid, waar de vrije geloofsuitoefening onder zware druk kon staan. Deze vredesbeweging richtte zich primair tegen de bewapening met massavernietigingswapens door de Noord-Atlantische Verdragsorganisatie. Dit standpunt werd verdedigd met de stelling dat de Verenigde Staten in de wapenwedloop steeds technologisch het voortouw hadden genomen en dat de Sovjet-Unie slechts gevolgd had. De activiteiten werden stopgezet na val van de muur.

## Geschiedenis
In juni 1958 vond in Praag een congres plaats over vrede en veiligheid met theologen uit de Oosterse orthodoxie en het protestantisme op initiatief kwam van twee theologen van de Bekennende Kirche, de Tsjech Josef Hromádka en de Duitser Hans Joachim Iwand, vanuit de wens om een brug slaan tussen de Tsjechen en de Duitsers na de jaren van de Duitse bezetting van Tsjecho-Slowakije en de deportatie van etnische Duitsers uit Tsjechië. De werkzaamheden werden voortgezet onder de naam Christelijke Vredesconferentie met Hromádka als voorzitter. Onder de naam Al-Christelijke Vredesvergaderingen (ACVV) kwamen om de paar jaar christelijke delegaties uit Oost en West en uit de derde wereld bijeen. De ACVV stelde resoluties op en maakte die wereldkundig. De ACVV kwam voor het eerst samen in 1961. Op die conferentie werd als organisatievorm gekozen voor een algemeen bestuur (de Adviescommissie) en een dagelijks bestuur (het Werkcomité) met daarnaast een Internationaal Secretariaat en verschillende commissies. De conferentie kwam ook samen in 1964, 1968, 1971, 1978 en 1985. Hoewel de communistische regime hun speelruimte beperkte, was dit toch een belangrijk forum tot ontmoeting voor theologen uit Oost en West. De derde ACVV in 1968 vond plaats tijdens de Praagse Lente en werd gekenmerkt door een grotere vrijheid.

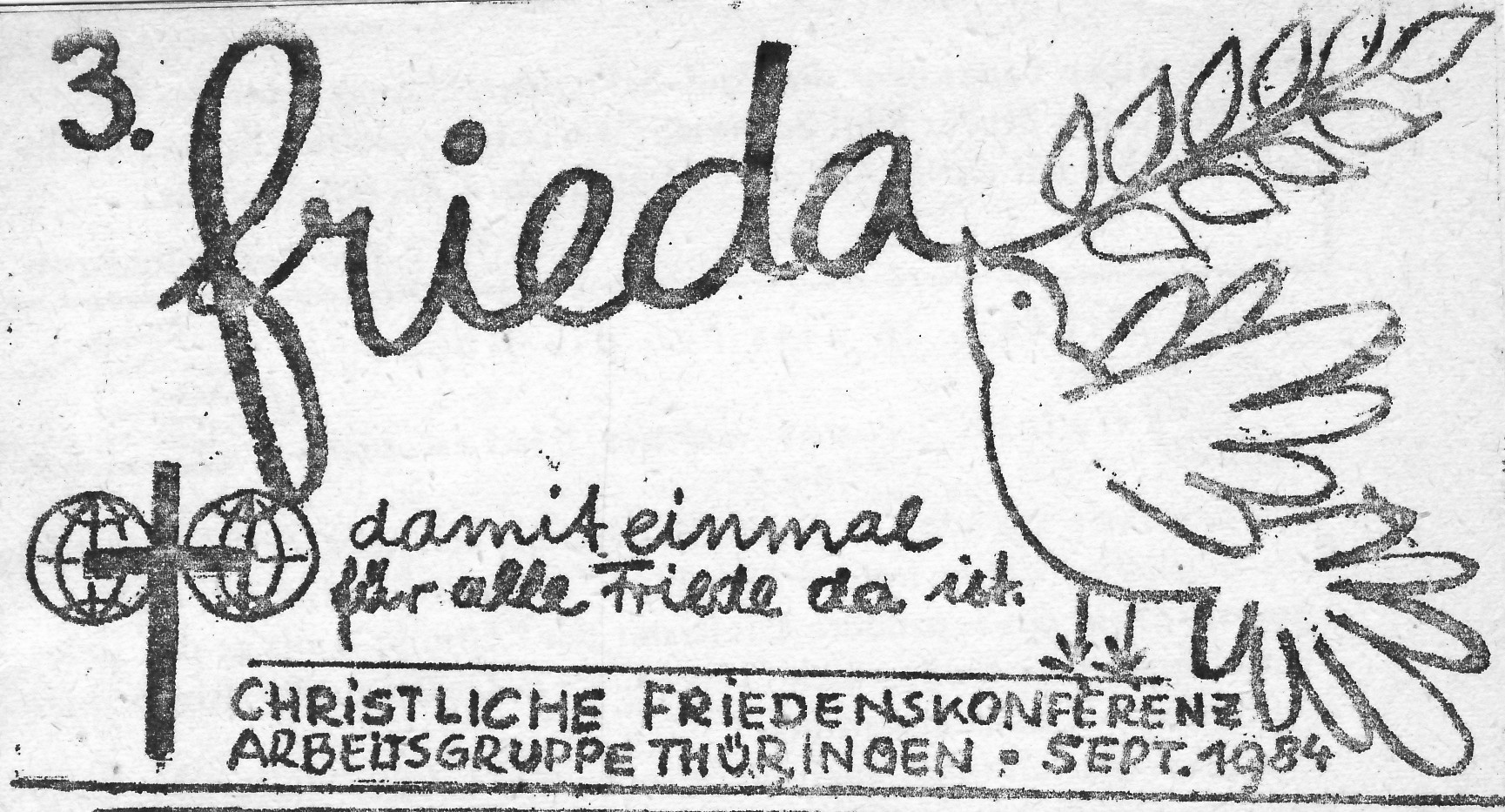
"Frieda", orgaan van de Thüringse afdeling van de Christelijke Vredesconferentie in de DDR

In verschillende landen werden nationale afdelingen opgericht, om de doelstellingen van de Vredesconferentie uit te dragen. De Nederlandse afdeling werd opgericht in 1962 en stond aanvankelijk onder leiding van de theoloog en dogmaticus prof. dr. Albert Rasker, die ook betrokken was bij de oprichting in Praag in 1958. De oprichter van de Pacifistisch Socialistische Partij en theoloog Hannes de Graaf was in de beginjaren ook lid van de Nederlandse afdeling, maar verliet die in 1969 uit protest na het neerslaan van de Praagse Lente. De belangrijkste landelijke afdelingen werden echter gevormd in de Duitse Democratische Republiek, Tsjechoslowakije en de Sovjet-Unie. Aanvankelijk namen ook christenen uit de Volksrepubliek China deel met een delegatie bij de Eerste Al-Christelijke Vredesvergadering in 1961. Onder druk van met name de Sovjet-Unie werd hun deelname aan de tweede conferentie in 1964 verhinderd. Dit had te maken met de toenemende spanningen tussen de Sovjet-Unie en de Volksrepubliek China, dat zich steeds onafhankelijker ging opstellen ten opzichte van de Rusland. Er was ook een actieve Finse afdeling, wat niet verwonderlijk is gezien het feit dat Finland in die tijd een strikt neutrale buitenlandse politiek voerde.
De Praagse lente werd in 1968 neergeslaan door de inval van het Warschaupact in Tsjecho-Slowakije. Uit protest trad Hromádka af als voorzitter. In het Werkcomité van november 1968 in Parijs en van februari 1969 in Warschau kwamen de deelnemers van het Oostblok enerzijds en de deelnemers uit het Westen en de derde wereld niet tot een gemeenschappelijke stellingname. Hierdoor verloor de organisatie een deel van haar geloofwaardigheid en ook een groot deel van de aangesloten kerken uit West-Europa. Het Nederlandse regionale comité hief zich op met de verklaring: Het oorspronkelijke doel en de werkwijze zijn door de huidige leiding systematisch veranderd. Onderwerpen die thuishoren op een christelijke vredesconferentie en die ook vroeger alleen met moeite op de agenda werden geplaatst dankzij Hromádka, zijn nu weggestreept. ... Later ontstond er een nieuwe Nederlandse afdeling, ditmaal onder leiding van ds. Dick Boer, universitair docent aan de Universiteit van Amsterdam. Prof. dr. Rinse Reeling Brouwer, buitengewoon hoogleraar aan de Protestantse Theologische Universiteit vestiging Kampen, was van 1980 tot 1996 secretaris van de Nederlandse afdeling.
Na de val van het communisme kwam een einde aan de activiteiten van de Christelijke Vredesconferentie. In 2001 hield de organisatie op te bestaan. In 1995 bleek de organisatie jarenlang te zijn geïnfiltreerd door de staatsveiligheid van Tsjecho-Slowakije om invloed uit te oefenen op de door hen als vijandig bestempelde Wereldraad van Kerken. Een groot deel van de theologen uit Oost-Duitsland werd jarenlang in de gaten gehouden door de Stasi. De gedachtegang dat de leden van de Christelijke Vredesconferentie bestond uit kritiekloze lieden, strookt echter niet met de feiten. In de zomer van 1989 sprak de Oost-Duitse afdeling zich bijvoorbeeld fel uit tegen het neerslaan van het vreedzaam protest op het Plein van de Hemelse Vrede in Beijing. Primair kan gesteld worden: de Christelijke Vredesconferentie streefde oprecht naar ontspanning tussen Oost en West tijdens de Koude Oorlog.

## Presidium
Het presidium van de Christelijke Vredesconferentie bestond uit erevoorzitters, een voorzitter, ereleden van het presidium, vicevoorzitters, voorzitters van de verschillende commissies en een secretaris-generaal.

### Voorzitters
- 1958-1968, Josef Hromádka van de Evangelische Kerk van de Boheemse Broeders
- 1969-1978, Nikodim van Leningrad, metropoliet van de Russisch-Orthodoxe Kerk
- 1978-1989, Károly Tóth, bisschop van de Hongaarse Gereformeerde Kerk

### Erevoorzitters
- 1978
  - Tibor Bártha, bisschop van de Hongaarse Gereformeerde Kerk
  - Heinrich Hellstern, Evangelisch-gereformeerde Kerken van Zwitserland
  - Herbert Mochalski, Evangelische Kerk in Duitsland
  - Abraham K. Thampy, Mar-Thoma Kerk (India)
- 1985
  - Tibor Bártha, bisschop van de Hongaarse Gereformeerde Kerk
  - Nadeje Hromádková, Evangelische Kerk van de Boheemse Broeders
  - Mgr. Sergio Méndez Arceo, Rooms-katholiek bisschop van Cuernavaca
  - Herbert Mochaslski, Evangelische Kerk in Duitsland
  - Paus Shenouda III van Alexandrië, paus van de Koptisch-Orthodoxe Kerk
  - Abraham K. Thampy, Mar-Thoma Kerk (India)

### Vicevoorzitters
- 1961
  - Werner Schmauch, Evangelische Kerk in Duitsland
- 1971
  - Richard Andriamanjato, Protestantse Federatie van Madagaskar
  - Sergio Arce Martínez, Presbyteriaanse Kerk van Cuba
  - Tibor Bártha, bisschop van de Hongaarse Gereformeerde Kerk
  - Heinrich Hellstern, Evangelisch-gereformeerde Kerk van Zwitserland
  - Janusz Makowski, Rooms-katholiek (Christelijk Sociale Unie (Polen))
  - Herbert Mochalski, Evangelische Kerk in Duitsland
  - Abraham K. Thampy, Mar-Thoma Kerk (India)
- 1978
  - Richard Andriamanjato, Protestantse Federatie van Madagaskar
  - Ergio Arce Martinez, Presbyteriaanse Kerk van Cuba
  - Gerhard Bassarak, Bond van de Evangelische Kerken in de DDR
  - Charles Gray, Verenigde Staten van Amerika
  - Paulos Mar Gregorios, Katholikos van de Syrisch-Orthodoxe Kerk van Antiochië
  - Ján Michalko, Evangelische Kerk van Slowakije
  - Nikolea Corneanu, metropoliet van de Roemeens-Orthodoxe Kerk
  - Pham Quang Phuoc, priester Rooms-Katholieke Kerk (Vietnam)
  - Bernadeen Silva, Sri Lanka
- 1985
  - Richard Andriamanjato, Protestantse Federatie van Madagaskar
  - Ergio Arce Martinez, Presbyteriaanse Kerk van Cuba
  - Gerhard Bassarak, Bond van de Evangelische Kerken in de DDR
  - Aleksei Bujevski, secretaris van het Patriarchaat van Moskou
  - Paulos Mar Gregorios, Syrisch-orthodoxe Kerk, Katholikos van het Oosten
  - Shoji Hirayama, Japan
  - Ján Michalko, Evangelische Kerk van Slowakije
  - Nestor van Oltenia, metropoliet Roemeens-orthodoxe Kerk
  - Hans Joachim Hoeffler, Evangelische Kerk in Duitsland
  - Pancrati, metropoliet Bulgaars-Orthodoxe Kerk
  - Luis Rivera Pagan, baptist (Puerto Rico)
  - Bernadeen Silva, Sri Lanka
  - Vo Tanh Trinh, priester Rooms-Katholieke Kerk (Vietnam)
  - Alice Wimer, Verenigde Staten van Amerika
  - Kenyon E. Wright, Anglicaanse Kerk

### Secretarissen-generaal
- 1958-1959 Bohuslav Pospíšil, Evangelische Kerk van de Boheemse Broeders
- 1961-1968 Jaroslav N. Ondra, Evangelische Kerk van de Boheemse Broeders
- 1968-1970 Janusz Makowski, Rooms-Katholieker Kerk (Christelijk Sociale Unie (Polen))
- 1971-1978 Károly Tóth, bisschop van de Hongaarse Gereformeerde Kerk
- 1978-1989 Lubomír Miřejovský, Evangelische Kerk van de Boheemse Broeders

## Enkele vooraanstaande leden naar denominatie
- Baptisme
  - Glen Garfield Willams (VK)
  - Luis Rivera Pagan (Puorto Rico)
  - Otto Ekelmann (DDR)
  - Carl-Jürgen Kaltenborn (DDR)
  - Harvey Cox (VS)
  - Ralph Abernathy (VS)

- Methodisme
  - Carl Ordnung (DDR)
  - Adam Kuczma (Polen)
  - Theophil Funk (DDR)
  - Carl Soule (VS)
  - Susan Morrison (VS)
  - Ferdinand Sigg (Zwitserland)

- Gereformeerd protestantisme
  - Tibor Bártha (Hongarije)
  - Károly Tóth (Hongarije)
  - Lajos Vetö (Hongarije)
  - Herbert Mochalski (BRD)
  - Hans Joachim Iwand (BRD)
  - Jürgen Moltmann (BRD)
  - Harald Bertheau (DDR)
  - Dick Boer (Nederland)
  - Rinse Reeling Brouwer (Nederland)
  - Hannes de Graaf (Nederland)
  - Hendrik Kraemer (Nederland)
  - Sergio Arce Martínez (Cuba)

- Lutheranisme
  - Moritz Mitzenheim (DDR)
  - Jaan Kiivit senior (Letse SSR)
  - Alfred Tooming (Letse SSR)
  - Heikki Waris (Finland)
  - Zygmunt Michelis (Polen)

- Rooms-Katholieke Kerk
  - Paul Nguyên Van Hòa (Vietnam)
  - Antoni Naumczyk (Polen)
  - Vo Tanh Trinh (Vietnam)
  - Janusz Makowski (Polen)
  - Sergio Méndez Arceo (Mexico)
  - Gustavo Gutiérrez Merino (Peru)
  - Cesare G. De Michelis (Italië)

- Oosters-orthodoxe kerken
  - Paulos Mar Gregorios (India)
  - Nikolea Corneanu (Roemenië)
  - Kirill van Moskou (USSR, Russische Federatie)
  - Aleksi I van Moskou (USSR)
  - Pimen I van Moskou (USSR)
  - Nikodim van Leningrad (USSR)
  - Paus Shenouda III van Alexandrië (Egypte)
  - Maxim van Bulgarije (Bulgarije)

- Quakers
  - Kenneth Ewart Boulding (VK)
  - Marie Pleißner (DDR)
  - Emil Fuchs (DDR)

- Pinksterbeweging
  - Walter J. Hollenweger (Zwitserland)

- Mennonisme
  - Erwin C. Goering (VS)
  - John Howard Yoder (VS)

- Evangelisch christendom
  - Heinrich Jochums (BRD)